# Arali
Arali (en georgiano: არალი) es un pueblo de Georgia ubicado en el oeste de la región de Mesjetia-Yavajetia, siendo parte del municipio de Adigueni.

## Geografía
Arali se encuentra en el margen derecho del río Kavagliani, a 12 km de Adigueni.

## Historia
En 1944, los turcos mesjetios que vivían aquí fueron deportados a Asia Central y la población aquí fue trasladada desde Imericia.

## Demografía
La evolución demográfica de Arali entre 2002 y 2014 fue la siguiente:
| 1850                                            | 1324 |
| (Fuente: Population of Georgia in Soviet times) |      |

Según el censo de 2014, los georgianos constituían el 99,5% de la población local.

## Infraestructura

### Arquitectura, monumentos y lugares de interés
En el pueblo hay monumentos de patrimonio cultural: una estela altomedieval, una iglesia católica medieval y una iglesia ortodoxa bajomedieval.